# ハングオーバー!!! 最後の反省会
『ハングオーバー!!! 最後の反省会』（ハングオーバー!!! さいごのはんせいかい、The Hangover Part III）は、レジェンダリー・ピクチャーズ製作、ワーナー・ブラザース配給による2013年のアメリカ合衆国のコメディ映画である。2011年の『ハングオーバー!! 史上最悪の二日酔い、国境を越える』の続編であり、『ハングオーバー!』シリーズの第3作兼最終作となる。出演はブラッドリー・クーパー、エド・ヘルムズ、ザック・ガリフィアナキス、ケン・チョン、ヘザー・グラハム、ジェフリー・タンバー、ジャスティン・バーサ、ジョン・グッドマン、監督はトッド・フィリップス、脚本はフィリップスとクレイグ・メイジンである。2013年5月23日に公開された。日本公開時のキャッチコピーは「もう、しません。」。

## あらすじ
バンコクでの二日酔い騒動から2年。バンコクの刑務所に収監されていたミスター・チャウ（ケン・チョン）が脱獄に成功した。
ロサンゼルスでは、アラン（ザック・ガリフィアナキス）がキリンを購入し、車に乗せて高速道路を快走していた。ところが、高架橋で激突したことでキリンの首が吹っ飛び、高速道路は大惨事となる。この『首なしキリン』騒動は、全国ニュースで報道されてしまう。父親のシド（ジェフリー・タンバー）は反省の色がないアランに激怒し、そのまま逝去する。シドの葬式では、アランは相変わらず子供のように振る舞い、遂にアランの義理の兄であるダグ（ジャスティン・バーサ）は、フィル（ブラッドリー・クーパー）とステュ（エド・ヘルムズ）に、アランを入院させて精神的な治療を受けさせたいという相談をする。フィルとステュ、ダグの説得により、アランは渋々承諾し、”狼軍団”の4人はアリゾナの病院へ車を走らせる。
道中、黒いダグ（マイク・エップス）らの謎の集団に襲撃され、ダグを拉致される。大物ギャングのマーシャル（ジョン・グッドマン）はアランたちに、「俺の金塊を半分盗んだチャウを捜せ」と命ずる。関係ないと言い張る狼軍団だが、実は行方知れずのチャウとアランはメル友で、そこから足が付いていたのだ。そんな中、チャウからアラン宛にメールが届き、メキシコのティフアナで再会の約束をする。
なんとか4人で会うことに成功し、酒場でチャウに薬を盛って拉致しようとしたが、それに気付いたチャウは激怒する。アランたちは事情を話し、チャウはマーシャルへ金塊を返却することに同意する。金塊は逮捕された際に接収された旧チャウ邸の地下ワインセラーに隠してあるという。4人は警報装置を無力化して旧チャウ邸のワインセラーに侵入し、金塊を手に入れる。ところが、チャウは3人をワインセラーに閉じ込め、わざと警報装置を作動させ、1人逃亡してしまう。アランたちは警察に逮捕されるが、何者かの手引きで釈放され、謎のリムジンでどこかへ連れて行かれる。彼らが連れてこられた先は旧チャウ邸――実はマーシャル邸だったのだ。チャウはアランたちをだまし、マーシャルの金塊を再び盗んだのである。マーシャルはアランたちに、再度チャウを捕まえるよう命じる。再び途方に暮れるが、スマートフォンの追跡機能でチャウが金塊と共に盗んでいった彼らの車の場所を知る。
そこは、彼らが「2度と来ない」と誓ったラスベガスだった。
アランたちは乗り捨てられた車のそばに金塊を買い取る店を見つけたが、そこでアランは店員の女性（キャシー）と意気投合する。アランとキャシーはアメを舐めあって愛を確かめ、チャウがこの店に金塊を売りに来たことを知る。更に彼らはチャウが高級ホテルシーザーズ・パレスのペントハンスで売春婦らとともにドラッグパーティーに興じていることを突き止めた。アランとフィルは、ホテルのセキュリティをかいくぐって侵入し、屋上からチャウのいる階へ降下。チャウを見つけるが、チャウはスカイダイビングを行い、逃走した。階下のリムジンで待機していたステュはチャウを追うが、チャウはステュの車上に墜落する。アランたちはチャウをリムジンのトランクに閉じ込め、マーシャルとの約束の場所へ向かう。
マーシャルはチャウが閉じ込められているトランクに向かって発砲するが、トランクは空だった。その時、車上にいたチャウはマーシャル一味を射殺する。アランが事前にチャウをトランクから出し、銃を渡していたのだ。チャウはアランの友情を喜び、金塊を渡そうとするが、仲間を傷つけるチャウに嫌気がさし、アランは拒絶する。アランは悪友であるチャウと決別し、全うな人間になることを決心していたのだった。
アランはキャシーの店に訪れ、プロポーズする。半年後、アランとキャシーは結婚式を挙げる。フィルとステュ、ダグはアランが立派になったことを喜び、キャシーとの結婚を祝福する。ところが、結婚式の翌日、式場はメチャクチャになっていた。ステュには豊胸手術が施され、チャウまで現れたところでラストとなる。

## キャスト
| 役名                             | 俳優                     | 日本語吹替版 |
| -------------------------------- | ------------------------ | ------------ |
| フィル・ウィネック               | ブラッドリー・クーパー   | 桐本琢也     |
| スチュアート・“スチュ”・プライス | エド・ヘルムズ           | 永井誠       |
| アラン・ガーナー                 | ザック・ガリフィアナキス | 奈良徹       |
| レスリー・チャウ                 | ケン・チョン             | 岡野浩介     |
| ダグ・ビリングス                 | ジャスティン・バーサ     | 川中子雅人   |
| マーシャル                       | ジョン・グッドマン       | 石住昭彦     |
| キャシー                         | メリッサ・マッカーシー   | 勝生真沙子   |
| ジェイド                         | ヘザー・グラハム         | 小林さやか   |
| シド・ガーナー                   | ジェフリー・タンバー     | 田原アルノ   |
| リンダ                           | ソンドラ・カリー         | 福脇慶子     |
| トレイシー・ビリングス           | サーシャ・バレス         | 佐古真弓     |
| 黒い方のダグ                     | マイク・エップス         | 柳沢栄治     |
| ローレン・プライス               | ジェイミー・チャン       | 原島梢       |
| タイラー                         | グラント・ホルクイスト   | 石田嘉代     |
| キャシーの老母                   | ベティー・マーフィー     | 宮沢きよこ   |
| ニコ                             | マイク・ヴァレリー       | 山本兼平     |
| 助手                             | オリバー・クーパー       | 矢野智也     |
| ヘクター                         | ジョニー・コイン         | 齋藤龍吾     |

## 製作
2011年5月、『ハングオーバー!! 史上最悪の二日酔い、国境を越える』の公開前日にトッド・フィリップス監督は「既に3作目を準備中であるが、まだ脚本は出来ておらず、開始日も未定だ」と述べた。同月中に共同脚本のクレイグ・メイジンは3作目の脚本執筆の協議に入った。
2011年12月、ブラッドリー・クーパーは『ハングオーバー!!』のDVDとBlu-rayのプロモーションのために『The Graham Norton Show』に出演し、『ハングオーバー!!!』を2012年9月に撮影開始することを「希望」し、またフィリップスが脚本作業中であることを明かした。2012年1月、ブラッドリー・クーパー、ザック・ガリフィアナキス、エド・ヘルムズがそれぞれ1500万ドルの出演料で交渉されていることが報じられた。2月、マイク・タイソンが続投が報じられたが、後にタイソンはこれを否定した。
2012年3月、ワーナー・ブラザースは前作と同じく戦没将兵追悼記念日の週末に合わせた2013年5月24日公開予定であることを発表した。6月、3作目では再びラスベガスが舞台となり、ラスベガス・ストリップやシーザーズ・パレスで撮影されることが報じられた。また報道ではロサンゼルスとティフアナでも撮影され、アランが精神病院から脱走する物語であると言われた。
2012年7月、ケン・チョンは大幅に重要な役割となったチャウ役を再演することに合意した。同月、「黒い方のダグ」役を務めたマイク・エップスへ再出演交渉が行われた。8月、ヘザー・グラハムがストリッパーのジェイド役で復帰することが報じられた。さらに後日、サーシャ・バレスがダグの妻のトレイシー役を続投することが報じられた。同月、ジョン・グッドマンへの出演交渉が行われた。グッドマンの役どころは、前作でポール・ジアマッティが演じたキャラクターの流れを汲む悪役である。9月、ジャスティン・バーサが続投する契約を交わしたことを『The Stephanie Miller Show』で明かした。
主要撮影は2012年9月10日にカリフォルニア州ロサンゼルスで開始された。翌週、メリッサ・マッカーシーが端役で出演交渉され、またリーラ・ローレンが警察官役を務めることが報じられた。10月8日、撮影はアリゾナ州ノガレスに移った。ここはティフアナのダブルとして撮られた。10月20日と21日にはカリフォルニア州オレンジ郡の73 Toll Roadのストレッチが撮影のために封鎖された。同月末に撮影はラスベガスに移った。11月16日、主要撮影がラスベガスで完了した。

## サウンドトラック
サウンドトラック盤である『The Hangover Part III: Original Motion Picture Soundtrack』が2013年5月21日に発売された。

### トラックリスト
| #         | タイトル                | 作詞      | 作曲・編曲 | 歌手                                                                        | 時間 |
| --------- | ----------------------- | --------- | ---------- | --------------------------------------------------------------------------- | ---- |
| 1.        | 「MMMBop」              |           |            | ハンソン                                                                    | 4:30 |
| 2.        | 「My Life」             |           |            | ビリー・ジョエル                                                            | 4:43 |
| 3.        | 「Ave Maria」           |           |            | フレッチャー・シェリダン                                                    | 1:05 |
| 4.        | 「Everybody’s Talkin’」 |           |            | ハリー・ニルソン                                                            | 2:50 |
| 5.        | 「Down in Mexico」      |           |            | ザ・コースターズ                                                            | 3:14 |
| 6.        | 「Hurt」                |           |            | ケン・チョン                                                                | 1:22 |
| 7.        | 「Mother ’93」          |           |            | ダンツィヒ                                                                  | 3:24 |
| 8.        | 「Fuckin' Problems」    |           |            | エイサップ・ロッキー featuring 2チェインズ、ドレイク & ケンドリック・ラマー | 3:53 |
| 9.        | 「I Believe I Can Fly」 |           |            | ケン・チョン                                                                | 0:12 |
| 10.       | 「Fever」               |           |            | ザ・クランプス                                                              | 4:16 |
| 合計時間: | 合計時間:               | 合計時間: | 29:29      |                                                                             |      |

## 公開
2013年5月初め、ワーナー・ブラザースはユニバーサル・ピクチャーズの『ワイルド・スピード EURO MISSION』との競合を避けるために当初の予定から1日前倒しした2013年5月23日公開に変更した。プレミア上映はカリフォルニア州ロサンゼルスのウェストウッド・ヴィレッジ・シアターで開催された。

### 興行収入
2013年6月14日時点でアメリカ合衆国とカナダで1億470万5225ドル、その他の国々で1億7050万ドル、全世界合算で2億7520万5225ドルを売り上げている。
アメリカ合衆国とカナダでは2013年5月23日木曜の拡大公開に先立った水曜の深夜上映では310万ドルを売り上げた。事前予想では公開5日間で8000万ドルの売り上げが予想されていたが、実際は約5000万ドルに終わり、『ハングオーバー!!』の5日間成績1億3500万ドルを大幅に下回った。
国際市場ではR指定コメディとしては『ハングオーバー!!』に次ぐ初動成績を記録し、また『ワイルド・スピード EURO MISSION』を抑えた。

### 批評家の反応
Rotten Tomatoesでは189件のレビューで支持率は19%となった。Metacriticでは37件のレビューで加重平均値は30/100となった。

## ソフト化
日本ではワーナー・ホーム・ビデオよりBlu-ray / DVDが発売。
- 【初回限定生産】ハングオーバー!!! 最後の反省会 ブルーレイ&DVDセット（2枚組、2013年11月6日発売）
- 【初回限定生産】ハングオーバー  トリロジー ブルーレイBOX（Blu-ray3枚組、2013年11月6日発売）